# La Victoria de Acentejo
La Victoria de Acentejo és un municipi situat al nord de l'illa de Tenerife, a les illes Canàries.

## Història
Abans de l'arribada dels castellans, Acentejo era una comarca que pertanyia al menceyat de Taoro. El 25 de desembre de 1494 va tenir lloc la batalla definitiva de la conquista de Tenerife. Després de la derrota de l'exèrcit invasor dels castellans en la primera batalla d'Acentejo, d'on procedeix el nom del poble veí de La Matanza de Acentejo i a causa d'una epidèmia, provocada pels cadàvers dels combatents deixats a la intempèrie en aquesta batalla i sobretot a la batalla d'Aguere, que va delmar greument a la població guanxe i va deixar sense forces als supervivents, situació coneguda com la gran modorra, l'adelantado Alonso Fernández de Lugo va derrotar els guanxes en la segona batalla d'Acentejo i en referència a aquesta victòria els castellans van donar nom a aquest lloc.

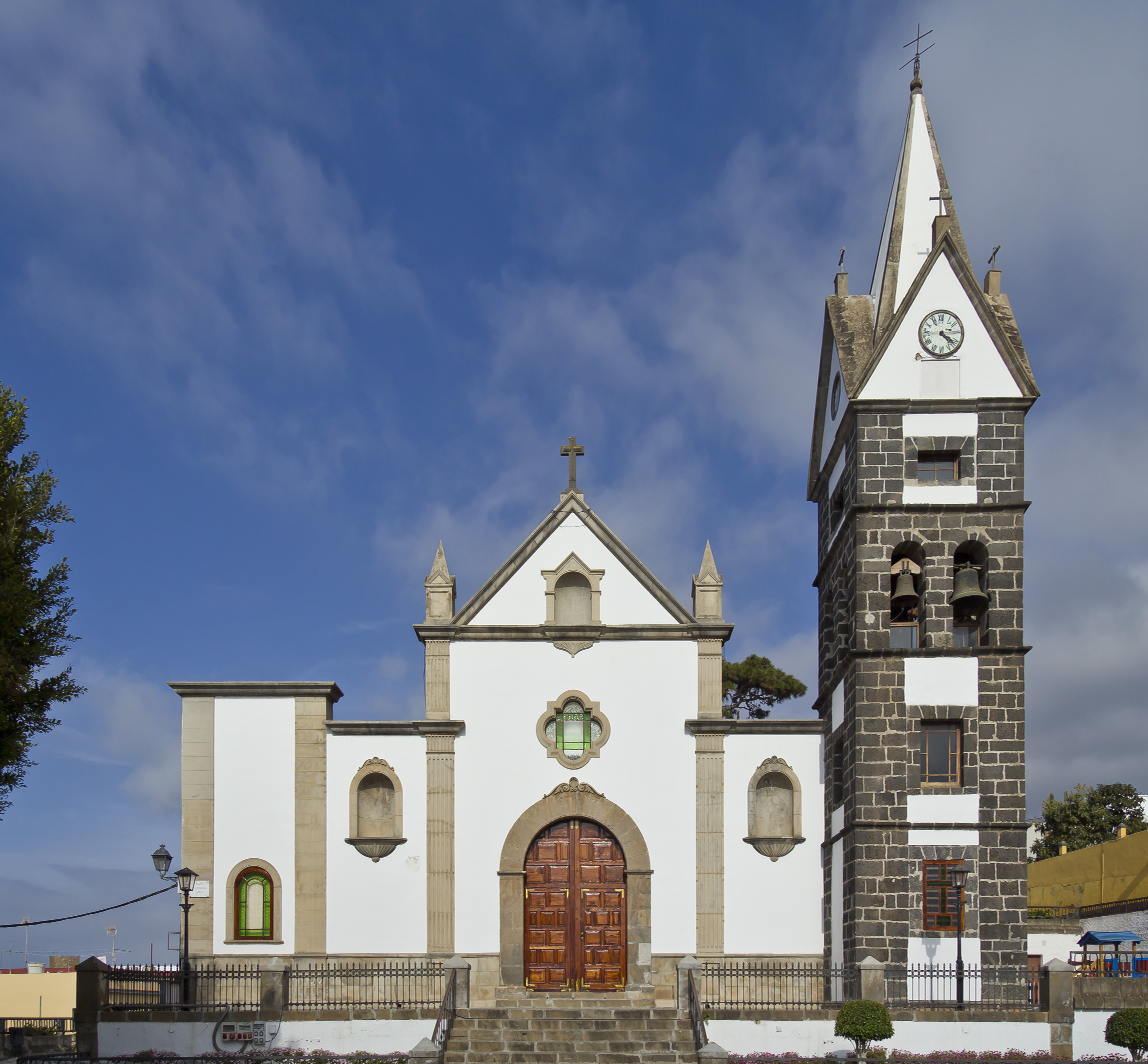
Església de Nostra Senyora de la Victòria

.